# Пуританизам
Пуританизам (лат. Puritas — „чистоћа”) покрет је међу енглеским протестантима из 16. вијека, а чији је циљ био одржавање цркве у јеванђељској чистоћи, насупрот Англиканској цркви. Пуританац је морално строг човјек, који одбацује обична задовољства. Услијед прогона у Европи, пуританци су се током 17. вијека населили у Сјеверној Америци, поготово регији Нова Енглеска. Амерички пуританизам у 18. вијеку је имао много шире значење од жеље за реформисањем Англиканске цркве, јер је пуритански поглед на свијет у Новој Енглеској имао велик утицај на читав црквени живот у Сједињеним Америчким Државама.
Пуританци су били вјерски реформаторски покрет унутар енглеских протестаната крајем 16. и у 17. вијеку, који је тражио да се енглеска црква очисти од остатака католичког папизма, за ког су пуританци тврдили да се задржао након вјерског компромиса постигнутог на самом почетку владавине краљице Елизабета I.
Пуританци су постали нарочито запажени у 17. вијеку због своје моралне и вјерске горљивости, која је прожимала њихов цјелокупни живот, они су тражили црквене реформе, како би њихов стил живота, постао узор за цијелу нацију. Њихови напори да то остваре у Енглеској допринијели су избијању енглеског грађанског рата, али и до оснивања првих колонија у Сјеверној Америци као радних модела пуританског начина живота.

## Учење и карактеристике
Пуританизам се може дефинисати првенствено као интензивни вјерски занос. Пуританци су вјеровали да је неопходно успоставити савезнички однос с Богом, како би могли откупити гријехе, добијене самим рођењем и животом, да се преко Бога може открити пут спаса, кроз проповиједање и да Свети дух инструмент спасења. Пуританци су били морално строги, и одбацивали су сваки облик раскалашености и претјеривања, за њих је и плес био раскалашеност.
Калвинистичка теологија и систем, имала је велики утицај на формирање пуританског учења. Због тог су они одбацили бројне ритуале англиканске цркве, на које су гледали као папинско идолопоклонство. Умјесто тога за пуританце је проповиједање било најважније, и то оно које произлази из свакодневног искуства, а не само оно из религијских књига. Ипак због важности проповиједања, пуританци су то ипак оставили само школованим теолозима. Али су успут и схватили важност школовања, и били међу првима који су оснивали школе за дјецу.

## Историја
Краљ Хенри VIII одвојио је енглеску цркву од Католичке цркве 1534, па се протестантизам брзо ширио за владавине Едварда VI (владао 1547—1553). Током владавине краљице Мери I (1553—1558), Енглеска се вратила у крило католичке цркве, па су бројни протестанти били присиљени на прогонство. Многи од прогнаника побјегли су Женеву, гдје је Жан Калвин понудио модел узорне црквене организације. Пуританци су као и сви протестанти одушевљено дочекали избор Елизабете I 1558, али су их њени први потези након поновног озакоњења протестантизма разочарали, јер су они били за већу реформу, али то нису били у стању провести у врховном вијећу тадашње енглеске цркве.
Већи дио пуританаца је средином 16. вијека желио провести реформу цркве у Енглеској, преко парламента, и уз његову подршку — њих су звали презвитеријанци. Мањи дио, разочаран спорим током ствари, одлучио се за радикалнији пут реформи без чекања осталих. Њих су назвали сепаратисти, они су одбацили државну цркву и оснивали добровољне цркве на темељу савеза с богом и међу собом. Обје скупине, нарочито сепаратисте, потиснула је друштвена елита оног времена. Како нису добили прилику да проведу реформу у самој цркви, енглески пуританци окренули су се проповиједању, писању памфлета и разним експериментима у исказивању своје вјере, али и посебно моралном понашању, како индивидуалном, тако и својих организација. Свој брзи раст, дуговали су бројним спонзорима из високих аристократских кругова и парламента, али и због великог броја професора теологије који су прихватили њихово учење на факултетима Оксфорда и Кембриџа.
Пуританска надања су порасла кад је калвиниста Џејмс I наслиједио Елизабету I 1603. Али их је он убрзо разочарао кад је на састанку у Хемптон Корту 1604, одбио њихове приговоре о потреби реформе црквене организације изјавивши без бискупа, нема краља. Па су пуританци и надаље остали грађани другог реда, неки су изгубили своје положаје, други су их једва успјели задржати, а неки који се нису могли помирити са компромисом, побјегли су из Енглеске. Притисак на њих да се помире са стањем какво је, порастао је за владавине Чарлса  (1625—1649) и његовог надбискупа Вилијама Лауда. Ипак се и у тим отежаним условима пуританизам наставио ширити, а кад је избио енглески грађански рат између парламента и Чарлса I, пуританци су искористили да апел на парламент и народ и позив на обнову заједништва с богом. Парламент је на своје засједање о том питању, позвао и вијеће Англиканске цркве ради консултација, али је оно било толико разједињено, да није успјело понудити никакав модел за реформу црквене организације. У међувремену се нова војска, која је поразила краљеве снаге, бојала да би црквено вијеће и парламент могли склопити компромис са краљем Чарлсом I да затру пуританце, па су преузели власт и предали је свом лидеру Оливеру Кромвелу. За вријеме његове краткотрајне владавине, владала је вјерска толеранција која је ишла у прилог пуританцима, па се појавио велик број радикалних пуританских покрета; Левелери, Дигери (или прави Левелери), Покрет петог краљевства и Квекери (они су једини успјели стећи неки значај).
Након Кромвелове смрти 1658, конзервативни пуританци подржали су рестаурацију краља Чарлса  и његов модификовани модел вјерске политике. Али им то није помогло, јер су их слиједбеници надбискупа Лауда, успјели потпуно потиснути, па су након тог рестаурирали стару строгу црквену хијерархију Англиканске цркве. Након тог су енглески пуританци ушли у раздобље познато као - Велики прогон. Пуританци су на крају неуспјешно покушали остварити свој идеал свеобухватне цркве за вријеме Славне револуције (свргавање Чарлса II). Након тога је Енглеска 1689. усвојила Акт о вјерској толеранцији, који је потврдио статус Англиканске цркве као државне, али је толерисао и друге вјерске заједнице.

## Пуританци у Америци
Пуритански идеал остваривања светог заједништва, покушао је провести у дјело у Вирџинији Томас Дејл, али је то највише успјело колонијама у Новој Енглеској. Оригинална црквена организација Масачусетског залива била је средњи пут између презвитеријанизма и сепаратизма, па су због тога 1648. четири новоенглеске пуританске колоније усвојиле заједничку платформу у Кембриџу, формирајући конгрегацију као облик црквене власти.
Новоенглески пуританци обликовали су своју грађанску заједницу у оквиру цркве, на челу са црквеним вијећем, у ком су само изабрани чланови могли гласати и бити изабрани на неку од водећих функција у заједници. То је постао проблем већ у другој генерацији колониста, па су они усвојили нова правила, која су омогућавала крштеним, моралним и правовјерним члановима да додјељују привилегије црквеног чланства.
Поред тих постојала је и пуританска заједница на Роуд Ајланду и Провиденс Плантажи коју је основао Роџер Вилијамс, прогнаник из Масачусетса, те у Пенсилванији, коју је водио квекер Вилијам Пен.
Амерички пуританци су у 18. вијеку пресудно утицали на црквени живот ране Америке, па је то оставило трага и на каснији ток догађаја и живот у Сједињеним Америчким Државама.